# Hemanthias
Hemanthias Steindachner, 1875, è un genere di pesci d'acqua salata appartenente alla famiglia Serranidae.

## Specie
Al genere appartengono 5 specie:
- Hemanthias aureorubens (Longley, 1935)
- Hemanthias leptus (Ginsburg, 1952)
- Hemanthias peruanus (Steindachner, 1875)
- Hemanthias signifer (Garman, 1899)
- Hemanthias vivanus (Jordan & Swain, 1885)